# 镰栅蛛
镰栅蛛（学名：Hahnia falcata）为栅蛛科栅蛛属的动物。在中国大陆，分布于云南等地。该物种的模式产地在云南。